# Phlegmariurus cancellatus
Phlegmariurus cancellatus är en lummerväxtart som först beskrevs av Antoine Frédéric Spring, och fick sitt nu gällande namn av Ren Chang Ching. Phlegmariurus cancellatus ingår i släktet Phlegmariurus och familjen lummerväxter. Inga underarter finns listade i Catalogue of Life.